# Vuk Branković
Vuk Branković (1345 – 6 ottobre 1397) è stato un nobile serbo del Medioevo che, durante la caduta dell'impero serbo, ereditò una provincia che si estendeva sull'attuale Serbia meridionale e sudoccidentale, l'intero Kosovo, la parte settentrionale dell'odierna Repubblica della Macedonia del Nord e del Montenegro settentrionale.
Il suo feudo (e in seguito stato) era conosciuto come Oblast Brankovića (Distretto di Branković) o semplicemente come Vukova zemlja (terra di Vuk), e detenne il titolo di gospodin (signore), sotto il principe Lazar di Serbia. Dopo la battaglia del Kosovo (1389), Vuk fu de facto e per breve tempo il signore serbo più potente.

## Origini
Branković nacque nel 1345, e apparteneva a una famiglia nobile serba che ebbe un ruolo di primo piano sotto la dinastia dei Nemanjić nel XIII e XIV secolo. Vuk era figlio di Branko Mladenović (morto prima del 1365), che ricevette il titolo di sebastocratore dall'alta corte dall'imperatore Stefano Dušan (r. 1331–1355) e prestò servizio come governatore di Ocrida (nell'odierna Macedonia). Il nonno di Vuk era Mladen (morto dopo il 1326), che era župan (conte) a Trebinje sotto il re Stefano Milutin (1282–1321) e vojvoda (duca) sotto il re Stefano Dečanski (1321-1331). Le cronache successive affermarono che i Branković discendevano da Vukan Nemanjić, figlio di Stefano Nemanja..

## Espansione

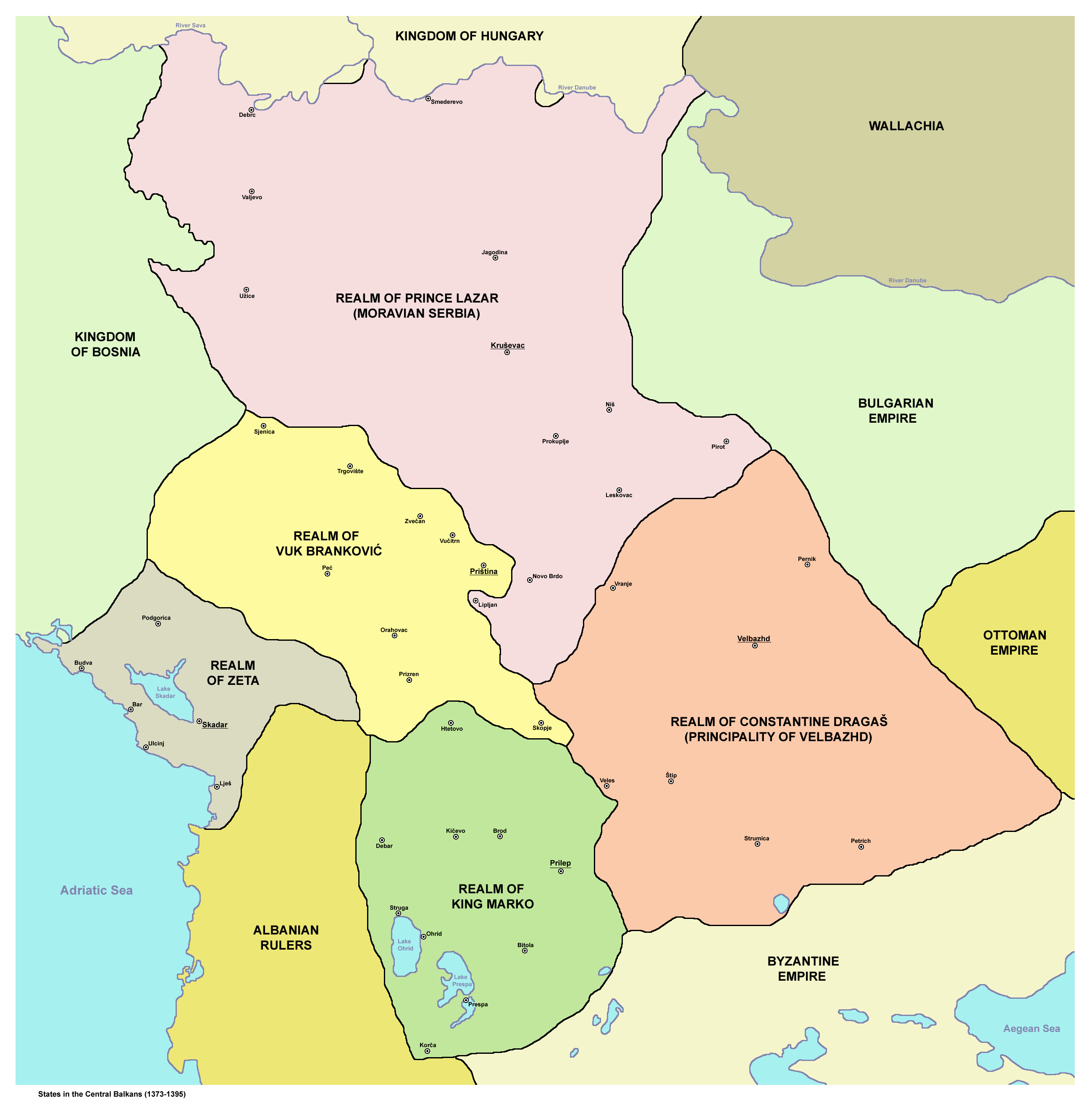
Stati dei Balcani centrali (incluso il regno di Vuk Branković) nel 1373-1395

Dopo la morte del padre, Vuk e i suoi fratelli Grgur e Nikola Radonja furono costretti dal re Vukašin Mrnjavčević a lasciare la loro terra nella Macedonia occidentale (Ocrida), e si ritirarono nella valle di Drenica (Kosovo centrale). Da lì Vuk, che deteneva solo l'umile titolo di gospodin (signore), iniziò ad espandere il suo regno e a creare il proprio stato. Approfittò della morte del re Vukašin nella battaglia della Marizza (1371) e occupò le sue terre nella parte meridionale del Kosovo e nella Macedonia settentrionale con la città di Skopje. Il punto di svolta dell'ascesa al potere di Vuk nella Serbia post-Nemanjić fu il suo matrimonio con Mara, figlia del più potente principe magnate serbo Lazar Hrebeljanović, che gli portò in dote notevoli terre in Kosovo e la città di Zvečan. Questo matrimonio suggellò l'alleanza tra le due casate e assicurò l'assistenza di Lazar per i piani futuri di Vuk, sebbene Vuk in cambio dovette riconoscere Lazar come suo anziano feudale. Subito dopo il matrimonio, Lazar, Vuk e il re Tvrtko I di Bosnia attaccarono lo župan Nikola Altomanović, che governava nella parte occidentale della Serbia, e conquistarono e divisero le sue terre nel 1373. Nella spartizione della terra di Altomanović, Vuk ottenne le aree di Raška (compresa l'antica capitale serba Ras) e terre a Polimlje (Montenegro settentrionale). Dopo la morte di Đurađ I Balšić (13 gennaio 1378), Vuk conquistò le sue città di Prizren e Peć e l'area di Metohija. Al suo apice, il regno di Branković si estendeva da Sjenica a ovest fino a Skopje a est, con le città di Priština e Vučitrn che fungevano da capitali. Le città più importanti della provincia di Vuk erano Priština, Prizren, Peć, Skopje e Ras, così come i ricchi insediamenti minerari di Trepča, Janjevo, Gluhavica e altri.

## Battaglia del Kosovo

Campo del Kosovo con probabile disposizione delle truppe prima della battaglia

Dopo la battaglia della Marizza, gli ottomani costrinsero i feudatari della Serbia meridionale (nell'attuale Macedonia e Grecia), Costantino Dragaš, re Marko, Tommaso Preljubović e altri, a diventare loro vassalli e iniziarono ad attaccare le terre serbe settentrionali governate dal principe Lazar e Vuk. Dopo i primi successi serbi nelle battaglie di Dubravnica (1381), Pločnik (1386) e Bileća (1388), gli ottomani lanciarono un attacco su vasta scala alla Serbia mirando al cuore del regno di Vuk nel Kosovo centrale. Nell'epica battaglia del Kosovo (1389) Vuk partecipò insieme a suo suocero Lazar e a un contingente dell'esercito di re Tvrtko. A differenza di Lazar, che morì in battaglia insieme alla maggior parte del suo esercito, Vuk riuscì a sopravvivere e preservare il suo esercito, che in seguito diede materiale per una tradizione popolare serba popolare (rappresentata in poemi e racconti epici popolari) che tradì Lazar per diventare il sovrano supremo della Serbia, una teoria che viene respinta dagli storici serbi moderni, ma non dal popolo serbo. Nonostante il consenso della storiografia moderna in Serbia che Vuk Branković non fosse un traditore nella battaglia del Kosovo nel 1389, lo storico Momčilo Spremić sottolinea che esiste la possibilità che Vuk abbia davvero tradito i suoi alleati serbi.

## Ultimi anni
Dopo la battaglia del Kosovo, Vuk si rifiutò di diventare un vassallo ottomano (a differenza del principe Stefan Lazarević, figlio del principe Lazar, che divenne vassallo ottomano alla fine del 1389), e iniziò a pianificare un'azione anti-ottomana insieme al re ungherese Sigismondo. Tuttavia, Vuk non riuscì a resistere a lungo agli ottomani. Nel 1392, catturarono Skopje e costrinsero Vuk a diventare loro vassallo e a pagare un tributo. Anche dopo che Vuk mostrò una certa resistenza agli ottomani, si rifiutò di partecipare dalla parte ottomana alle battaglie di Rovine (1395) e Nicopoli (1396), a differenza di altri signori serbi come il principe Stefan, il principe Marko e Konstantin Dejanović. Inoltre mantenne i contatti con l'Ungheria. Alla fine gli ottomani posero fine a questa situazione attaccando Vuk nel 1395-1396, impadronendosi della sua terra e dandone la maggior parte al principe Stefan Lazarević, mentre lo stesso Vuk fu catturato e morì in una prigione ottomana. Una piccola parte della terra di Vuk con le città di Priština e Vučitrn fu data ai suoi figli come vassalli ottomani.

## Famiglia

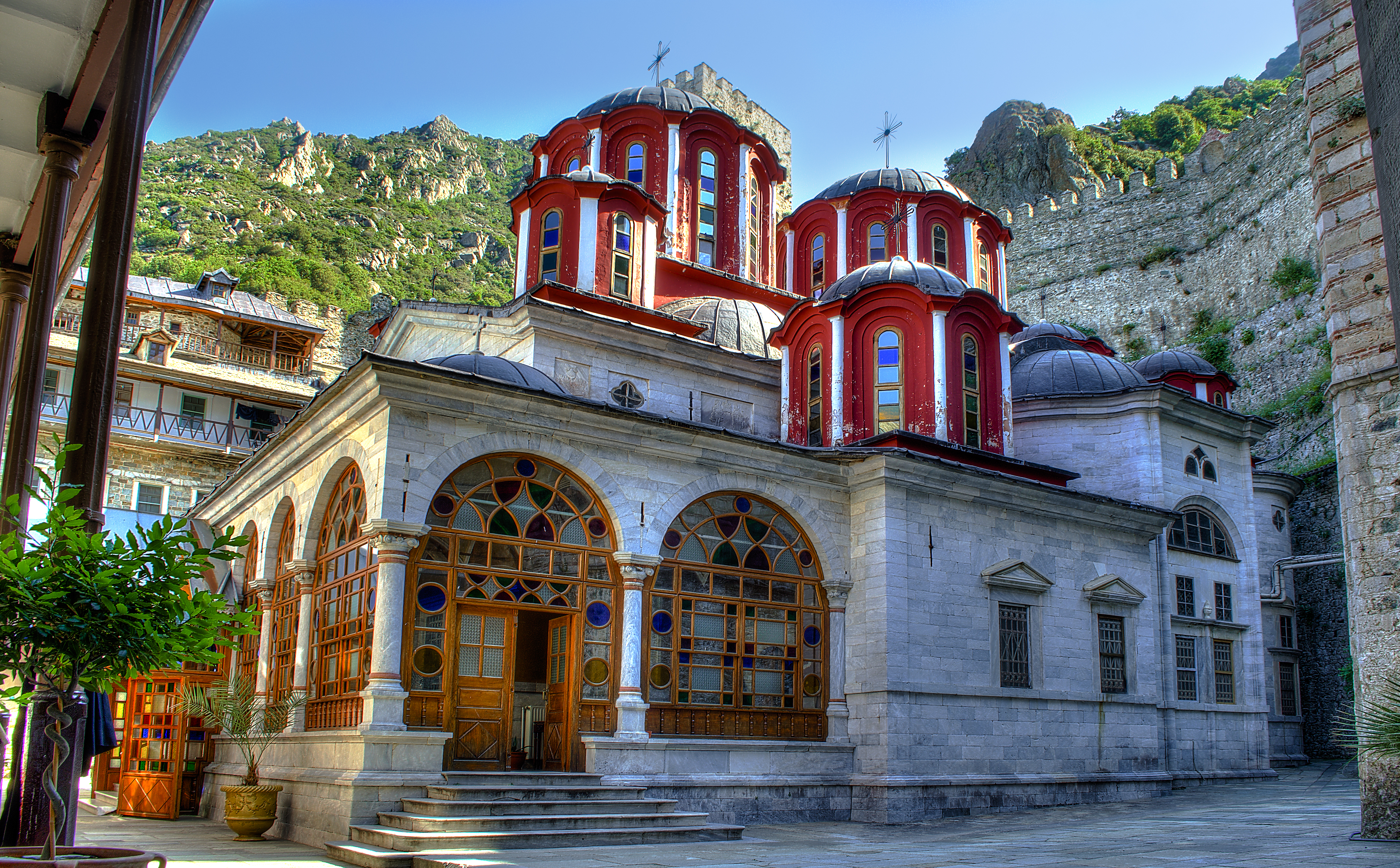
Monastero di Agiou Pavlou, restaurato da Vuk Branković

Sposò Mara (Marija), figlia di Lazar di Serbia e Milica Nemanjić nel 1371. Morì il 12 aprile 1426. Ebbero tre figli:
- Grgur Vuković (1377 - 13 marzo 1408),
- Đurađ Branković (1377 - 24 dicembre 1456), succedette allo zio materno Stefan Lazarević come despota di Serbia ( Despotato serbo), regnante nel 1427-1456
- Lazar Vuković (morto il 12 luglio 1410), knez

## Titoli
È più spesso intitolato "Signore Vuk" (господин Вук), mentre si firmava "Signore dei serbi e di Podunavlje" (господар Срба и Подунавља). La Chiesa serba nel periodo tra il 1374 e il 1379 aveva accettato lo knez Lazar come "Signore dei serbi e di Podunavlje". Secondo lo storico R. Mihaljčić, quando Vuk rivendicò il titolo, Stefan Lazarević aveva circa 15 anni (nel 1392 circa). Vuk non fu riconosciuto con quel titolo, poiché fu preservato per Lazar e il figlio di Lazar, Stefan.

## Persone della sua corte
- Braiko Pekpal (att. 1374)
- Vlatko Hranotic
- Dragosav
- Jakov
- Nikola (c. 1389), kefalija
- Nikolica (c. 1389), dijak
- Pribil Kucinic

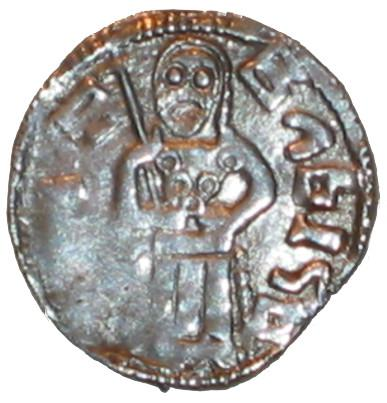
Moneta di Vuk Branković

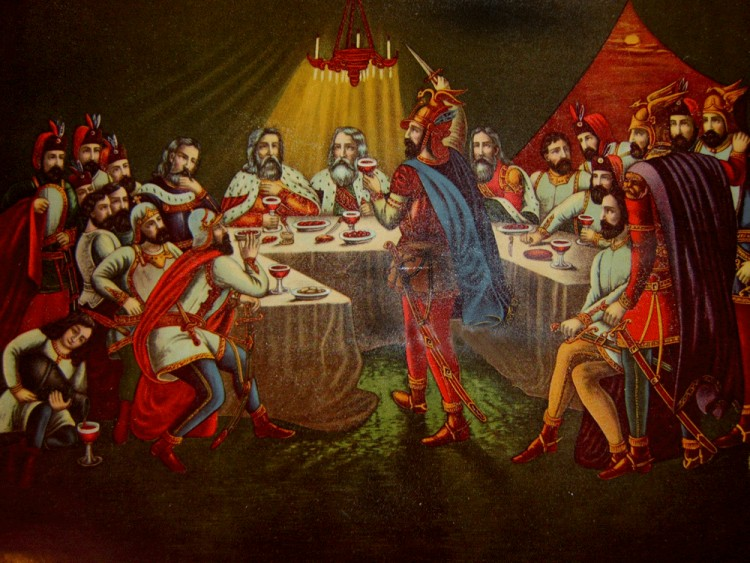
Cena del principe (1871) di Adam Stefanović e Pavle Čortanović

- Todor Hamirović, vojvoda Prnjak e čelnik Smil (att. 1387)
- Stefan (att. 1395), cancelliere.
- Todor, figlio di Žegar (att. 1387)

## Eredità
La tradizione popolare ritrae Vuk come un traditore nel mito del Kosovo: presumibilmente, Vuk macchiò il nome della famiglia quando tradì il principe Lazar nella battaglia del Kosovo, alla quale sopravvisse nel 1389. Questa tradizione potrebbe essere apocrifa.